# Chloridolum hainanicum
Chloridolum hainanicum är en skalbaggsart som beskrevs av J. Linsley Gressitt 1940. Chloridolum hainanicum ingår i släktet Chloridolum och familjen långhorningar. Inga underarter finns listade i Catalogue of Life.